# Фердинанд Білалі
Фердинанд Білалі (алб. Ferdinand Bilali; нар. 10 квітня 1969, Ельбасан, Албанія) — албанський футболіст, виступав на позиції півзахисника.

## Клубна кар'єра
Дорослу футбольну кар'єру розпочав 1991 року в «Ельбасані», кольори якого закхищав до 2000 року. У 1996 році виступав в оренді за «Теуту». З 2000 по 2001 рік грав за «Бюліс» (Балш) та «Ерзені». У 2002 році повернувся в «Ельбасані», але наступного року залишив команду. Футбольну кар'єру завершив в «Егнатії», кольори якої захищав з 2003 по 2004 рік.

## Кар'єра в збірній
Зіграв 5 матчів у складі молодіжної збірної Албанії.
Свій єдиний матч у футболці національної збірної Албанії зіграв у вересні 1992 року в поєдинку кваліфікації чемпіонату світу проти Північної Ірландії, в якому в другому таймі замінив Арбена Мілорі.

## Досягнення
«Ельбасані»
- Кубок Албанії
  -  Володар (1): 1991/92

- Суперкубок Албанії
  -  Володар (1): 1992